# تطعيم (نبات)

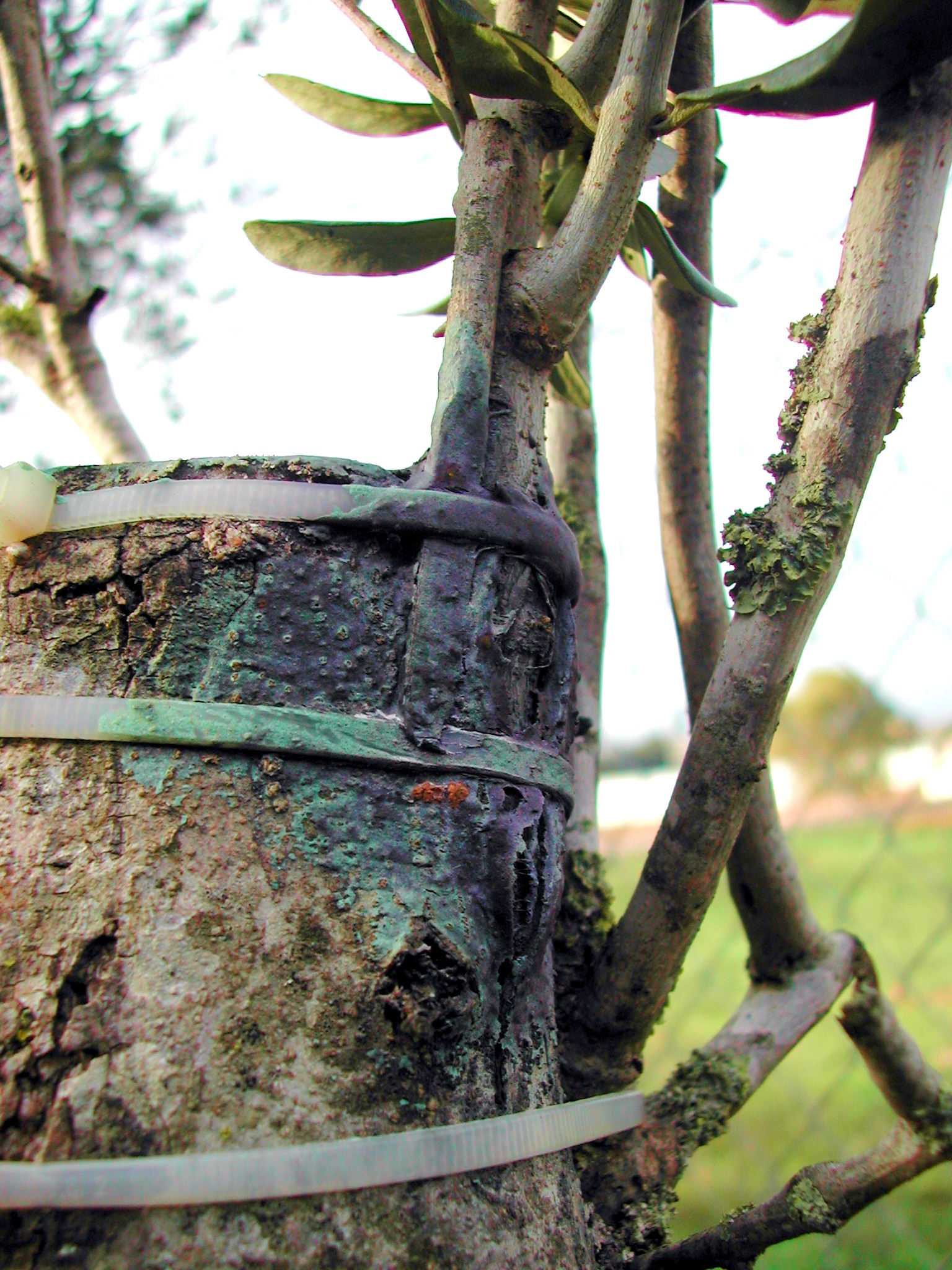

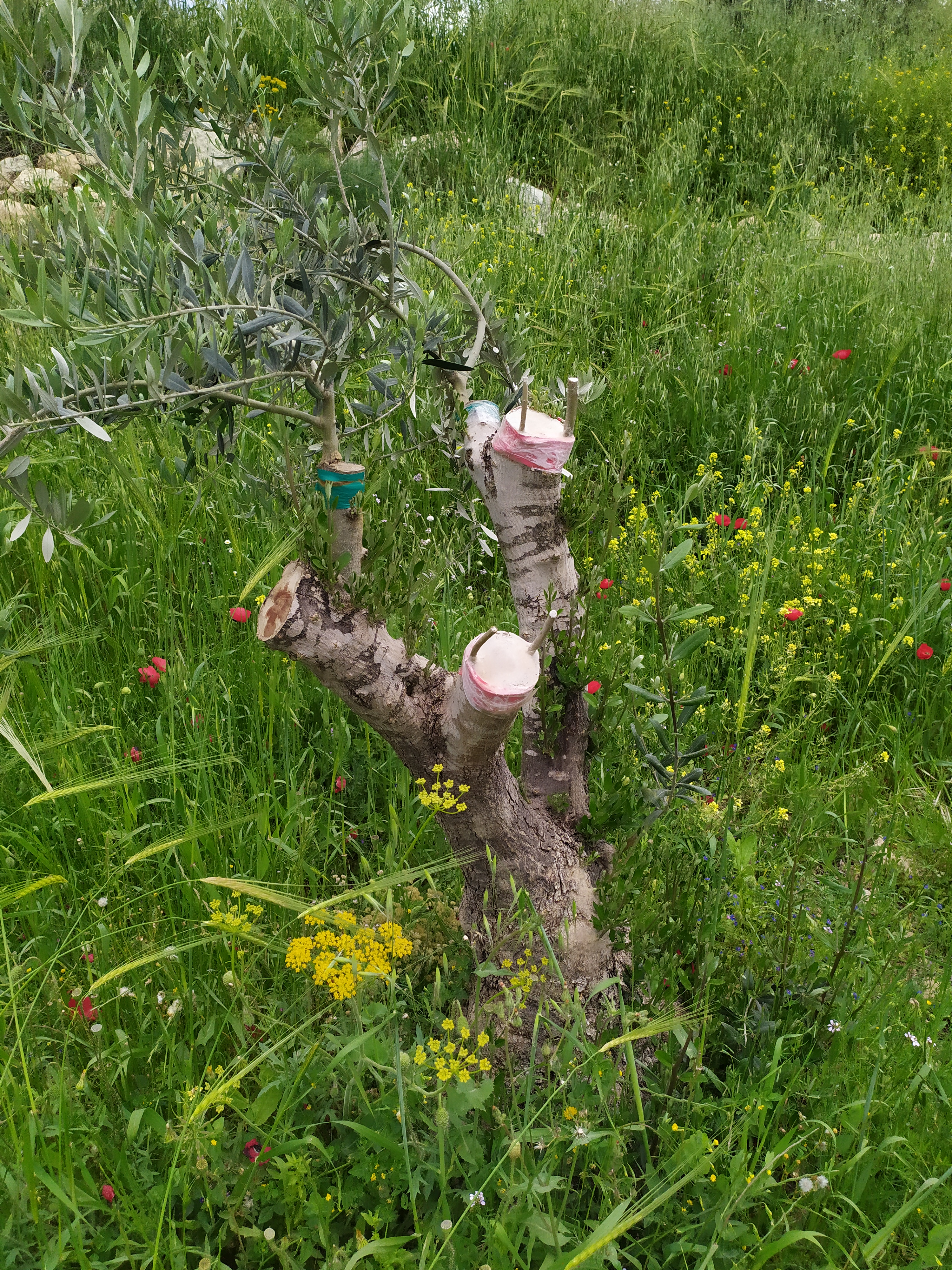
تطعيم شجرة زيتون بالقلم

التطعيم  (بالإنجليزية: Grafting)‏ هو عملية نقل جزء من نبات إلى نبات آخر، فينمو الأول على الثاني ويسمى الأول الطُّعم أو الزَّرْعَة أو عسلوج التطعيم والثاني الأصل، وموضع إقحام العُسلوج المَطْعَم. نلجأ للتطعيم لإكثار أنواع وأصناف ذات مواصفات جيدة وعالية الإنتاجية، وخالية من الأمراض، والتي لا يمكن إكثارها بالعُقل أو الترقيد أو غيرهما من طرق الإكثار الخضري.
التطعيم كلمة جامعة يقصد بها إجراء تغيير صفات أو سلوكيات معينة في كائن ما لأسباب مختلفة والكلمة تدل على عدة معاني منها تَطعيم نباتي وتَطعيم حيوانيِ (بالإنجليزية: Grafting of animal)‏.
يحتاج النبات إلى غذاء وماء ومعادن كباقي الكائنات وتتحرك المغذيات عبر أجزاء النبات من خلال طريقين. الطريق الأول هو عملية نقل الماء والمعادن من الوسط الذي تعيش فيه أجزاء النبات اللاهوائية إلى باقي خلاياه وأنسجته الهوائية وغير الهوائية بعملية يطلق عليها اسم توزع النسغ الناقص ويستعمل لذلك أوعيته الخشبية حيث ينتقل النسغ الناقص من التربة إلى الجذر حتى يصل إلى أوعية الخشب انتقالا أفقيا، ومن الجذر إلى الساق وإلى الأوراق انتقالا عموديا عبر الأوعية الخشبية التي هي عبارة عن أوعية مشكلة من خلايا ميتة تتواجد بشكل مجاميع مثلثية بعضها في قاعدة المثلث تتضيق وتتجه للداخل.
اللحاء: وهو مجاميع متبادلة مع الخشب، وخلايا اللحاء حية تشكل أنابيب وخلايا مرافقة وعدد مجاميع لحاء الخشب مختلفة العدد بين نبات وآخر ففي جذور أحاديات الفلقة يبلغ بين 10 إلى 20.
الطريق الثاني: هو عملية نقل ما يسمى النسغ الكامل أو الغذاء الجاهز حيث تقوم الأوراق بعملية التركيب الضوئي وتكون السكريات البسيطة ويتم نقلها عبر القلف التي تتألف من عدة أنسجة مختلفة مرتبة من الخارج إلى الداخل كالآتي:
1 - البشرة: صنف من خلايا مفلطحة ورقيقة الجدران متراصة
2 - طبقة الفلين: خلايا صغيرة تشكل طبقة من عدة صفوف من خلايا ذات جدران سميكة.
3 - الكولنشيم: طبقة صغيرة من خلايا ثخينة الجدران.
4 - البرانشيم القشري: طبقة واسعة من خلايا مضلعة كبيرة عموما بينها فراغات
5 - القشرة الداخلية: هي آخر صف من القشرة مؤلفة من خلايا ثخينة وبعض الخلايا من القشرة الداخلية رفيعة وتسمى خلايا المرور.

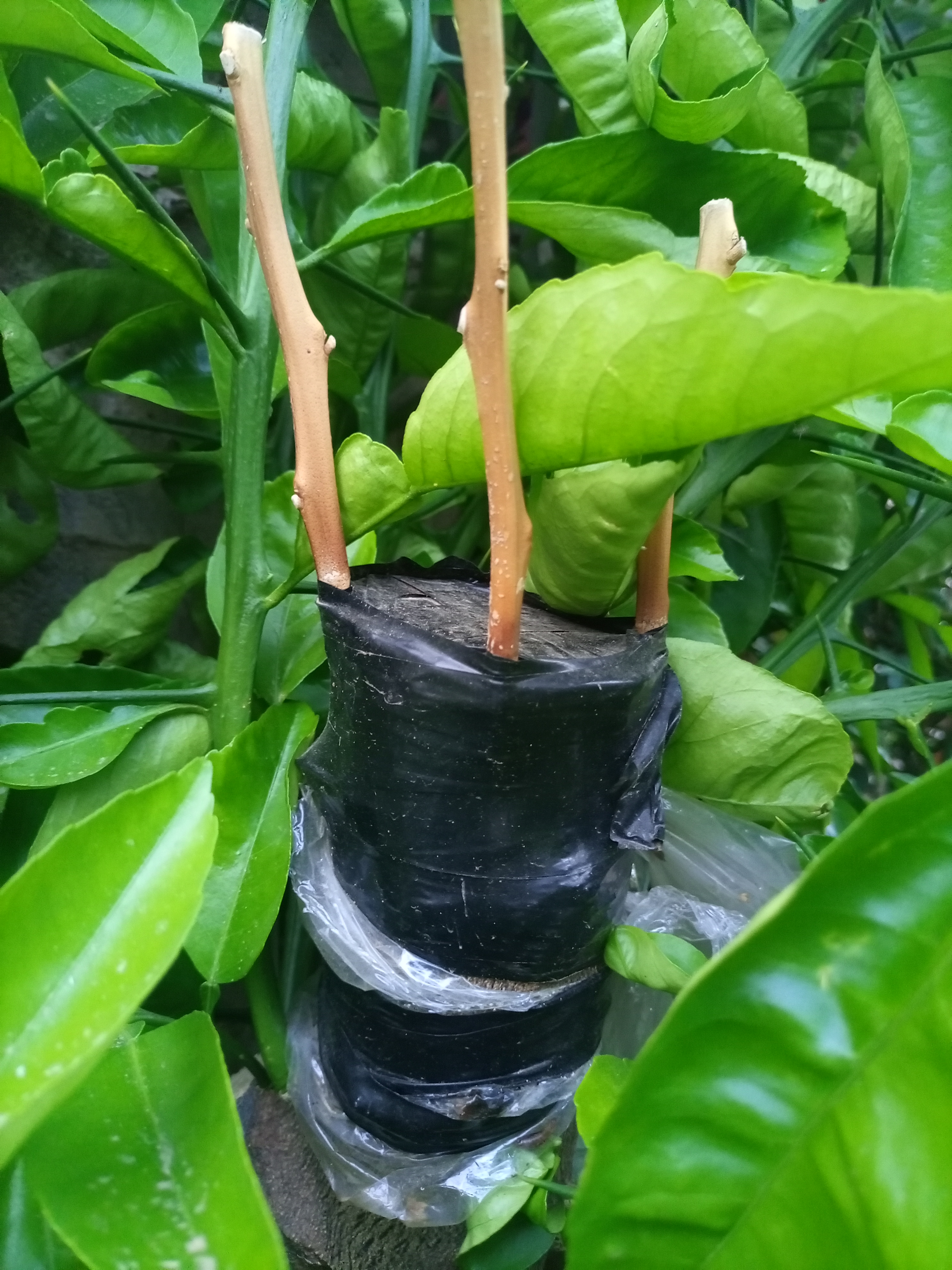
تطعيم لشجرة ليمون

## أنواع التطعيم

### التطعيم بالقلم

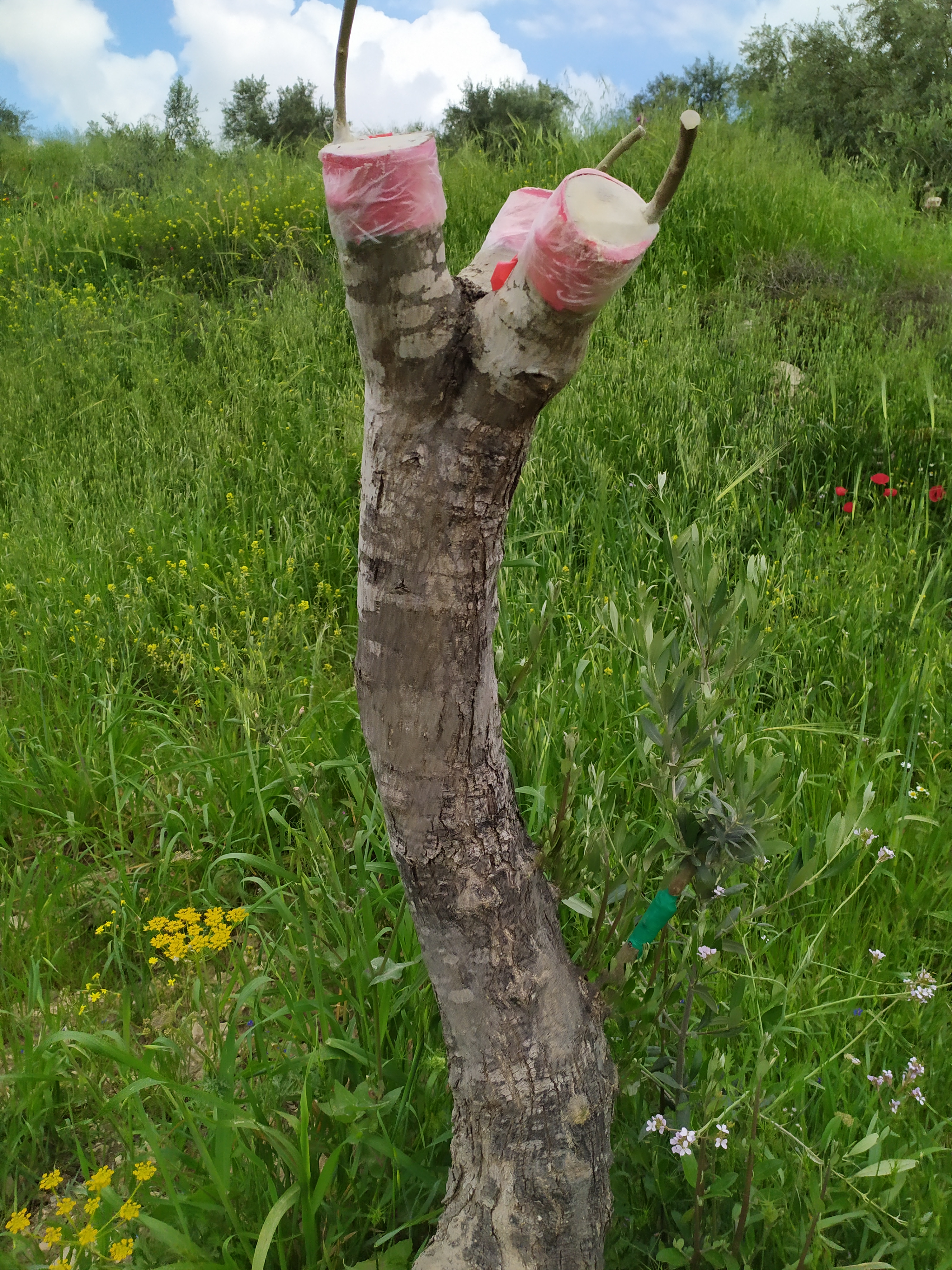
تطعيم شجرة زيتون بالقلم

وفيه يقطع الأصل بشكل أفقي من سطح الأرض ويعمل فيه شق عمودي يلائم شكل طرف الطعم (القلم) ويلحم بطلاء خاص لحمايته من العوامل البيئية، ويلف برباط محكم، ويتم ذلك من نصف شهر-1-إلى منتصف شهر3 حيث تنمو البراعم.

### التطعيم بالبرعم
ويتم بوضع كامن تام النمو في شق تحت قشرة الأصل يكون على شكل حرف T ويلف برباط محكم. وبمرور الوقت تلتحم أنسجة البرعم والأصل ويبدأ بالنمو ثم تقص فروع البرعم كي يحول الغذاء إلى البرعم وينمو بسرعة زائدة ويتم ذلك في الربيع
آلية العمل:
يمتص الجذر من التربة الماء والأملاح فيما يسمى النسغ الناقص.
ينتقل هذا النسغ الناقص من الجذر إلى الساق فالأوراق بوساطة الأنابيب الخشبية.
وفي الأوراق يتكون النسغ الكامل نتيجة عملية التركيب الضوئي ويتوزع هذا النسغ الكامل في أنحاء النبات بوساطة الانابيب الغربالية.
فجهاز النقل عند النباتات الوعائية مكون من انابيب خشبية تنقل النسغ الناقص وأنابيب غربالية تنقل النسغ الكامل.
الأنابيب الخشبية هي أنابيب دقيقة تجتمع بشكل حزم من خلايا ميتة متخشبة لا حواجز عرضية بينها بشكل أنبوب دقيق يمتد من الجذر إلى الساق والأوراق فينتقل النسغ الناقص في هذه الأنابيب إلى الساق والأوراق بقوتين هما قوة الدفع الجذري وتماسك جزيئات الماء بعد أن يصل النسغ الناقص للأوراق، يخسر القسم الأكبر من مائة بالنتح وتنحل فيه السكريات الناتجة عن التركيب الضوئي و المواد العضوية الأخرى التي تركبها الخلايا من السكريات والأملاح المعدنية، ويصبح محلولاً شديد التركيز يسمى النسغ الكامل. يغذي هذا النسغ جميع أعضاء النبات الحية، وينتقل إليها بالأنابيب الغربالية في كل الاتجاهات وهي خلايا حية ذات جدران سيللوزية متطاولة تراكبت فوق بعضها بعضاً والجدار الفاصل بين الخلايا مثقباً ومنها جاء الاسم الأنابيب الغربالية، وندعو الجدار الفاصل بين الخلايا المتجاورة بالصفيحة الغربالية، وهي أنابيب شعرية أدق من الأنابيب الخشبية، وتتوضع بشكل حزم في الساق والجذر بعد أن عرفنا كيف يعيش هذا الكائن ومن أين تأتيه الإمدادات صار بإمكاننا نصب شرك له وإجباره على ابتلاع الطعم حيث سنعترض طريق النسغ فنقطعه عن الأصل ونضيف في طريقه أصل جديد يتطابق مع جنس النبات وهذا أهم شرط من الشروط التي يضعها النبات ونجري بعض العمليات التي تضمن وصول هذا النسغ إلى الضيف الجديد وقبول المضيف للنسغ الذي سيجري من الضيف.

## الأدوات والمواد اللازمة للتطعيم
- سكين حادة ويمكن ان تكون مشرطا طبيا وهو الأفضل نظرا لمرونته وحدته
- عددا من المسامير الصغيرة التي يستعملها الإسكافي
- مقص تقليم
- أقلام التطعيم من امهات قويات خاليات من الأمراض ويفضل أخذ القلم من منطقة الوسط في الشجرة الأم شرط ان يكون قويا وبعمر سنة وفيه براعم قوية نشطة واضحة.
- مواد الربط مما يصلح لذلك وأفضلها الرافيا ويمكن استعمال التوال البلاستيكي (أشرطة التطعيم وأشرطة لاصقة مشابهة لتلك التي تستعمل للعزل الكهربائي
- زفت (قار أو المادة المتوفرة)والواقع أن أفضلها شتاء الزفت الذي تحتاج لتخسينه كي تعمل عليه
- مطرقة حديدية وزن 300 غرام + مطرقة بلاستيكية وزن 50 إلى 100 غ إن توفرت ويمكن الاستعاضة عنها بجذع خشبي بوزن لا يزيد عن الـ 200 غ
- إزميل فتح الفلقتين ويفضل صنعه من خشب السنديان أو الزان أو نوع يتوفر يماثلهما متانة وصلابة ويستحسن صنع عدة أنواع من الأزاميل بمقاسات مختلفة لتناسب الجذوع المختلفة
- منشار شجري حاد صغير من النوع شديد تخالف الأسنان حتى لا ينشر حرارة أثناء الاستعمال
- المزفتة أو الأداة التي ستسخن فيها الزفت (المادة التي ستغطي بها الطعم)

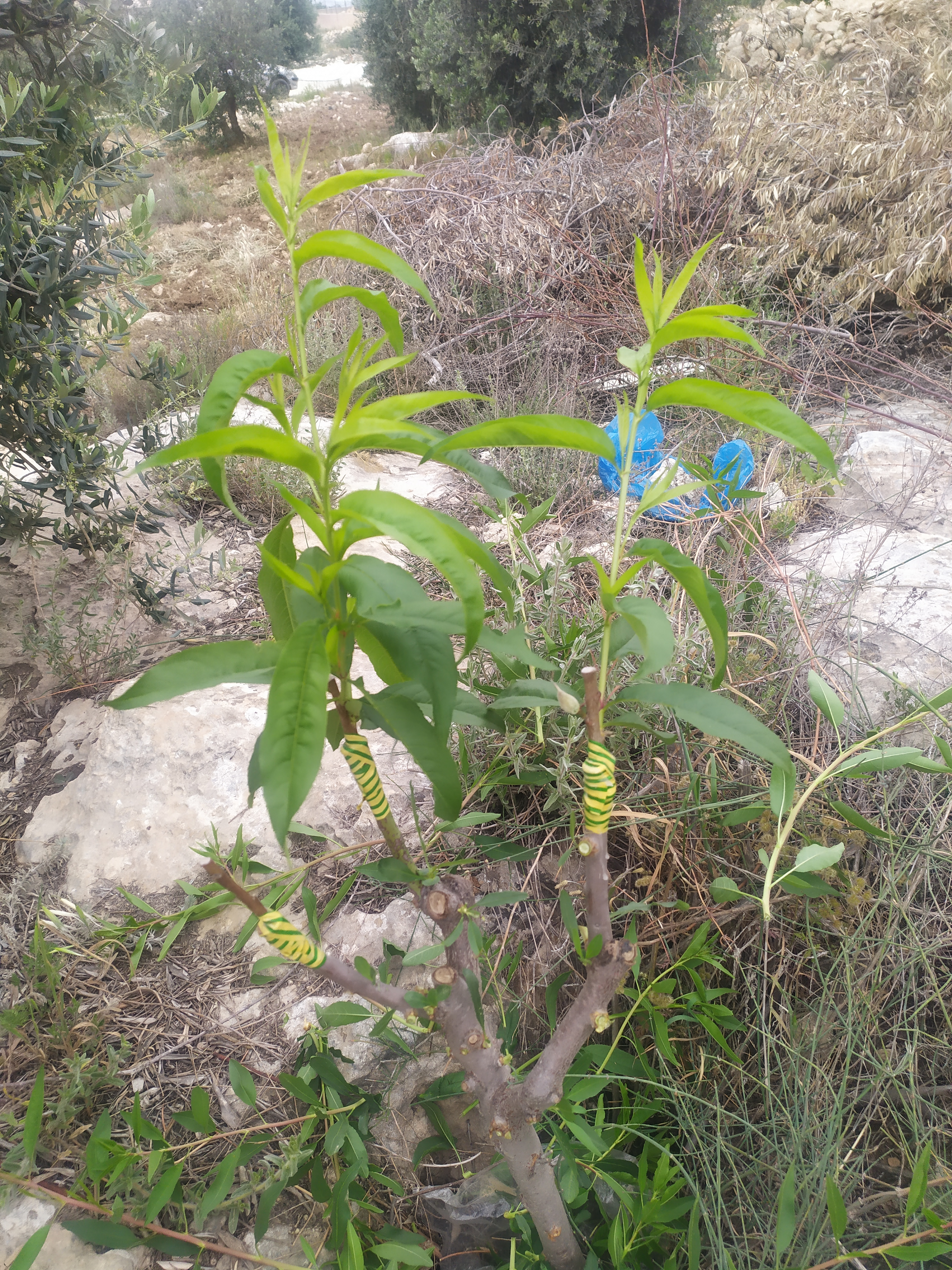
تطعيم أشجار اللوز بطريقة الشق

## طرق التطعيم
هناك عدة طرق من التطعيم للنباتا وأنجحها وأسلمها ما سنجريه الآن هو عملية التطعيم القشري القلفي بواسطة القلم وهي عملية
مهمة وأعتبرها أهم أنواع التطعيم حيث أنه بالإمكان إجراؤها في كافة أيام وفصول السنة دون إسثناء مع إتخاذ إجراءات معينة تناسب
كل فصل ويمكن استعمالها مع كافة أصناف النبات شرط ان تكون ثخانة الساق أو الجذع الذي سنجري عليه التطعيم مناسبا (القطر
يجب أن يكون فوق الـ 10 سم ليتوفر له قشرة ثخينة مناسبة) وهذه الطريقة لا تحتاج إلى شق الجذع كتطعيم القلم العادي الذي
يجرى حصرا في فترة سبات النبات وقبل البدء بنشاطه وفي المنطقة الساحلية السورية تكون في شباط / فبراير.
قبل البدء تأكد من سلامة الجذع والقشرة وخلو قلم التطعيم من الضرر والفيروسات والبكتيريا.
تأكد من عدم وجود البكتيريا Fireblight أولا ويجب التدقيق عن أعراضها symptomless في قلم الطعم أو
براعمه أو قشرته وخشبه أو على الشجرة الأم
وعند خلو الطعم والمطعم عليه على بركة الله نبدأ
مراحل التطعيم بالقلم القشري
أولا نقطع الشجرة الأم ونختار منطقة القطع بحيث تكون قشرتها ملساء خالية من التقرحات وقوية وخالية من العقد والالتفافات ما
أمكن ومن أحد الجوانب (يفضل ان يكون مخالفا لشمس الظهيرة) ونصنع شقا في القشرة الخارجية بشكل لو استطعنا عدم
التعرض للحاء الداخلي الشفاف يكون أفضل مباشرة باستخدام السكين المدببه نقطع القشرة الخارجية حتى الخشب بطول 5 إلى 6 سم كالظاهر في الصورة.

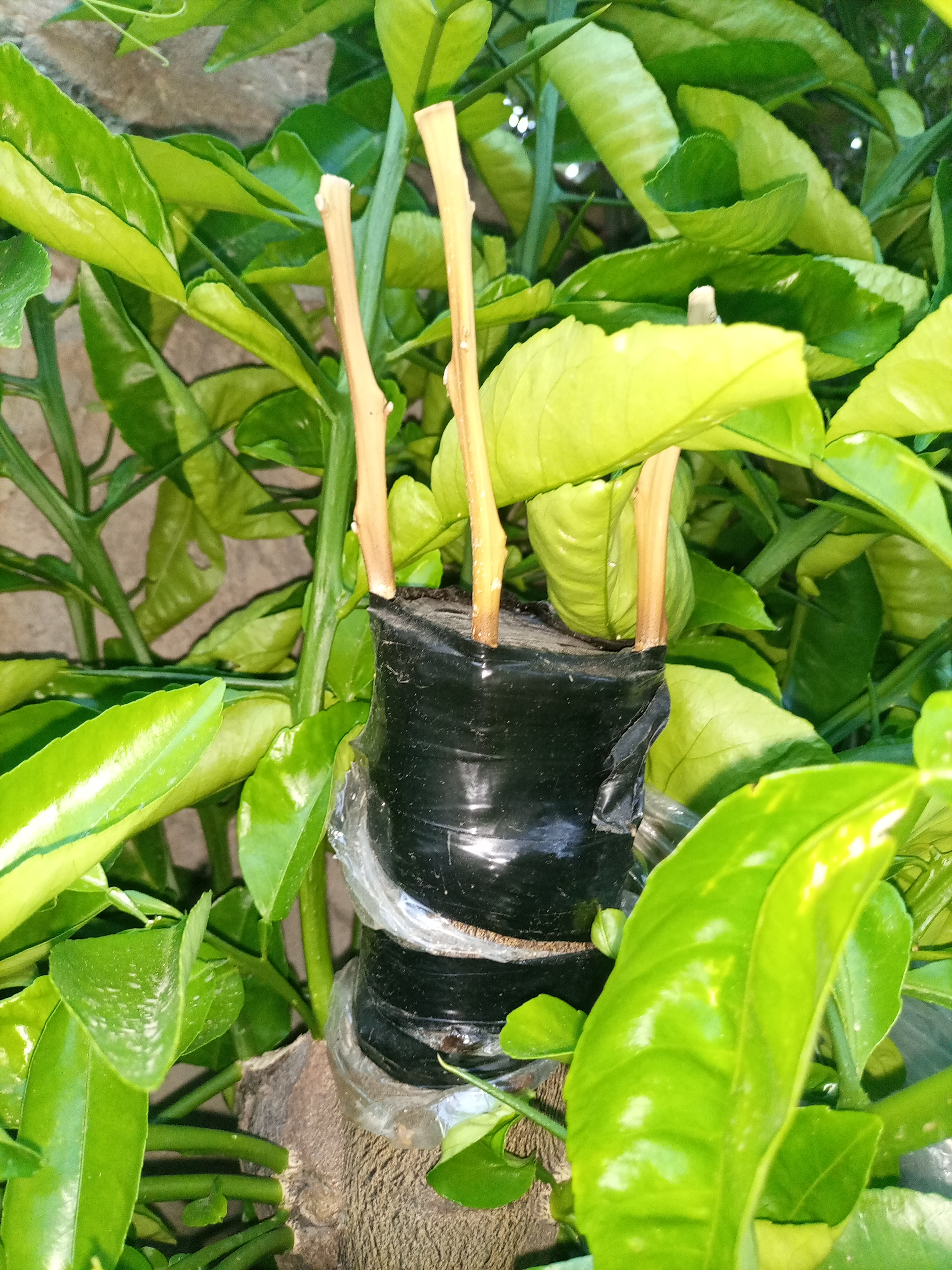
تطعيم مغلف بأكياس بلاستيكية للحماية والطعم للحصول على شجرة مثمرة

## الأسباب الموجبة للتطعيم
قد يكون الطعم صعب إكثاره ولا يتوفر له أصل فنطر لإجراء التطعيم ومثال ذلك الفستق الحلبي فيطعم على البطم وكذلك أصناف
الكرز تطعم على المحلب وأنواع البرتقال أبو صرة هي ناتج هجين لا أصل له فتطعم على أنواع الحمضيات وخصوصا الزفير وهو
أقوى أصل يتوفر لدينا ولا يعتبر الأصل الروسي المثلث الأوراق أصلا جيدا إلا في حالة رغبتنا في إجبار النبات لتحمل الصقيع
فالاصل الروسي رغم كفاءته في مقاومة الصقيع وفايروس المالاسيكو الذي يهاجم الليمون الحامض لكنه أصل مقزم ولا يمكنه مجارات
حمضياتنا المحلية في الحجم النهائي أو سرعة النمو لكننا نستعمله مكرهين لعدم توفر أصل أفضل منه لمقاومة الصقيع
قد نجري التطعيم لغاية جمالية بحته بحيث نشكل شجرة تحمل عدة أشكال وألوان كأن يكون الأصل شجرة لوز ويمكن تطعيم كل أنواع
اللوزيات عليها كالمشمش وكافة أنواع الخوخ التي تبلغ المئات والدراق والبرقوق وتخيل الناتج إن كان حين الإزهار أو الإثمار (
حين تطعيم أنواع الخوخ الأسود على اللوز يجب ترك غصن من الشجرة الأم الأصل وعدم قطع كل الأصل وهذا يجعلها تعيش مئات
السنين أما لو قطعنا الأصل كله واكتفينا بالخوخ الأسود فالشجرة ستموت خلال بضع سنوات لا تصل الـ 15 وهذه العملية لا تحدث
إن كانت المطاعيم الخوخ من اللون الأصفر أو الذهبي أو من المشمش)
خطوات التطعيم
والواقع أني ارى وأقرأ لبسا في المسميات والخلط بين الدراق والخوخ والبرقوق في غالبية الكتب والمواقع غير السورية ولإزالة ذلك سأورد صورة يمكن القياس عليها عندما نقول خوخ أو دراق مثلا في الكتب والمراجع السورية
الخوخ هو أكثر الأنواع ولا يمر عام تقريبا حتى يظهر لدينا صنف جديد حتى صارت أنواعه بالمئات فقابلية الخوخ عجيبة للتهجين ويحسد عليها

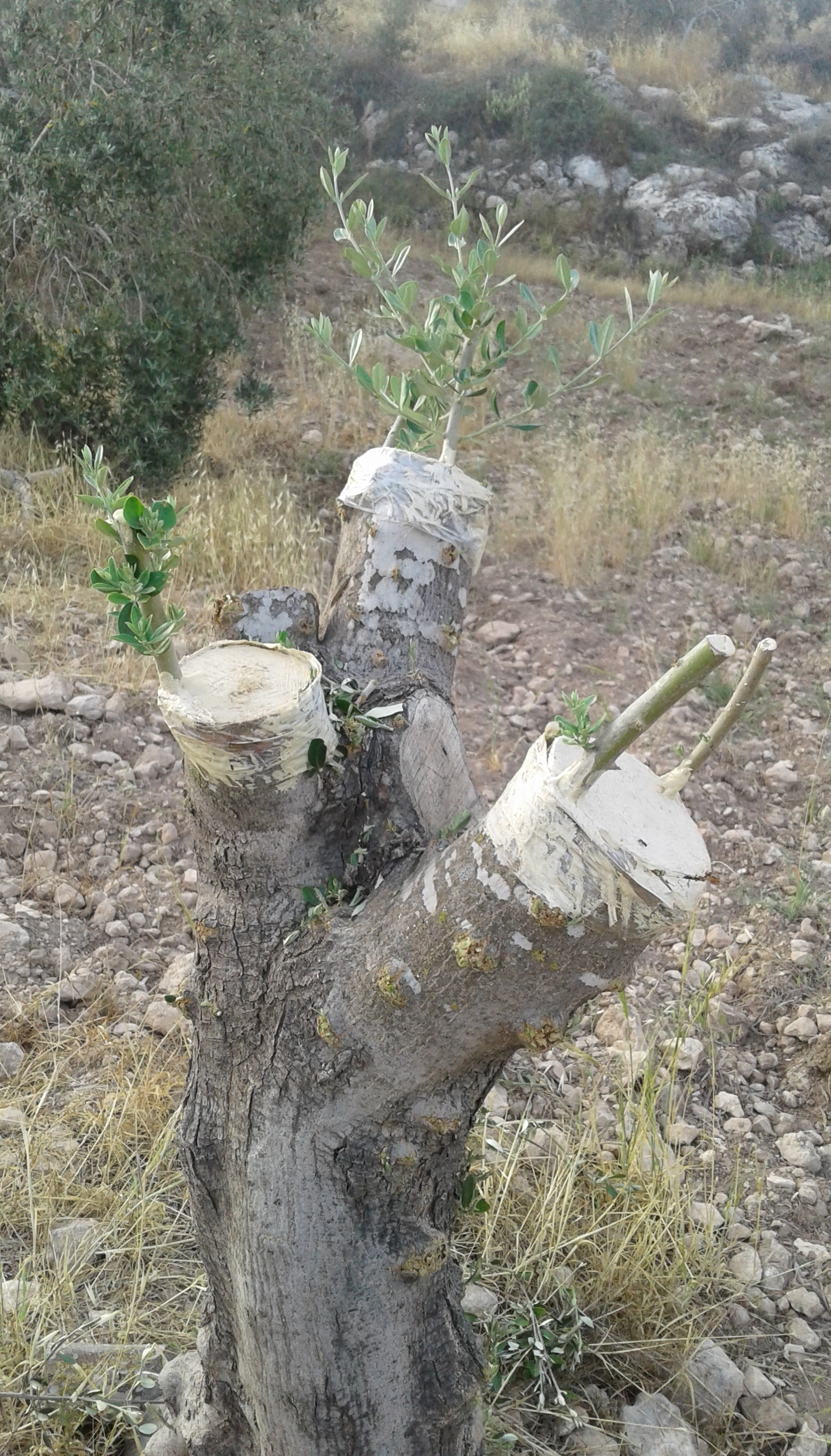
تطعيم أشجار الزيتون الكبيرة بالقلم، بأصناف جيدة

هذه شجرة لوز مطعم عليها عدة أنواع من اللوزيات لا حظ الناحية الجمالية
ومعها زهر الجميل زهرة Fuchsia مطعمة على أصل hybrid هجين
ويجرى التطعيم للحصول قدرة تحمل أكثر فقد يكون صنف ما غير قادر على تحمل ظروف معيشية في منطقة معينة فيطعم على أصل مقاوم للظروف الجوية أو الآفات ومثاله الليمون الحامض حيث قدرته على تحمل الظروف الجوية ضعيفة فاستحضر له صنف روسي يتحمل الصقيع وبدأ التطعيم عليه فصار الليمون الحامض يتسلق الجبال وتجده حتى ارتفاعات الـ 500 م وأكثر كما يجري تطعيم لتحمل ظروف التربة فمثلا الإجاص لا يستطيع تحمل التربة الرطبة بشكل كبير ويمكن تطعيمه على السفرجل الذي يمكنه تحمل نسبة عالية من الرطوبة لكن مع هذا الطعم يجب الانتباه إلى ان الاصل لا يستطيع مجاراة الطعم في الثخانة
ويجري التطعيم لإسْراع إنتاج الهجائنِ في برامجِ تربية الأشجار المثمرةِ فالشتول الهجينة قَدْ تَستغرقُ عشَر سَنَواتَ أو أكثرَ للإزْهار والإثمار على جذورِهم الخاصةِ. وبالتطعيم يمكن اختصار العشر سنوات إلى عام وفي الثاني نحصل على الثمار وغالبا يمكن أن تثمر في نفس العام بأنواع معينة ومعاملة خاصة.
ومن أهداف التطعيم الأساسية هو تشجيع التلقيح الخلطي بين أنواع الصنف الواحد حيث يطعم بين أناث الفستق مجموعة من أشجار الذكور
وبين أنواع الكرز يطعم أنواع مختلفة من الكرز الوشنا حيث تحسن الإنتاج والطعم ومع أنواع التفاح يطعم أنواع من التفاح البري لزيادة غبار الطلع وزيادة نسبة العقد
ومن الأسباب الموجبة للتطعيم هي الإصلاح والتطبيب للنبات المصاب فأحيانا يصاب النبات بأنواع من الفطريات أو القروح القشرية تزيل منه القشرة وتهدد وجوده مما يوجب إسعافه بنوع من التطعيم خاص لهذه الحالة وسنأتي على ذكره في حينه
و يوجد أسباب كثيرة لإجراء التطعيم يطول عدها منها التقزيم أو التضخيم وليس التطعيم منحصرا مع الأشجار فقط فيمكن استعماله مع الخضار والأزهار
فالبندورة يمكن تطعيمها على البطاطا فنأكل من الأعلى بندورة ومن تحت التراب البطاطا.
من أسباب فشل الطعم التالي
عدم توافق القلم مع الاصل كأن يكونا من جنسين مختلفتين
عدم انطباق الكامبيوم cambiums بشكل جيد
من أسباب الفشل الطريفة، أحيانا يخطئ الذي يجري التطعيم فيجعل القلم رأسا على عقب
عدم الاختيار السليم لوقت إجراء التطعيم
فساد الجذع المطعم أو وجود أمراض وآفات عليه
بالنسبة لطعوم البيات يجب اختيار عيون نائمة وإلا فسيفسد البرعم
بالنسبة لأشجار الكرمة إذا تأخر التطعيم إلى ما قبل جريان النسغ بقليل فلا يمكن إجراء التطعيم وكذلك عدم ربط أشجار الكرمة بسلك قوي يؤدي إلى فساد الطعم
طعم كرمة فشل بسبب عدم ربطة بسلك يمنع ابتعاد الشقين عن بعضهما وقد استعمل هنا شريحة من المطاط ولم تكن صالحة كما هو واضح وأسلم مايستعمل في مثل هذا النوع هو السلك الفولاذي مع مراعاة ترك أطرافه ظاهرة ليمكن حله قبل أن يغرق ضمن الجذع ويحافظ على وجوده طيلة العامين التاليين أو حتى يتم لحام الفلقتين بشكل تام ويمكن إستمعال الرافيا لكن بشكل مضاعف
ويمكن ان يتم الفشل حتى بعد النمو وذلك بترك القلمين يتجاورين ويتلاصقان
ومن أسباب الفساد للطعم وفشله ان تهاجم الطيور والحشرات البراعم أول إنباتها
التطعيم اللساني (الإنكليزي)
ويجري هذا النوع من التطعيم في آخر فصل الشتاء بين شهري كانون ثاني / جنيوري وشباط / فبراير وتتم على الطاولة في مشاتل الغراس بكميات كبيرة وتنحصر في أنواع محددة من متساقطات الأوراق كالتفاح والخوخ والإجاص ويراعى في هذه الطريقة موافقة قطر القلم مع الأصل ما أمكن ويجب الانتباه إلى مطابقة جهة من القلم على الأقل بشكل تام مع الأصل ثم تلف بشريط لاصق ويطلى بالزفت أو الماستيك وتغرس في خطوط ضمن المشتل أو مستوعبات أو أكياس بلاستيكية وتقدم لها الخدمات في المشتل حتى تصبح جاهزة للغراس وغالبا يتم ذلك في العام التالي للتطعيم حيث توزع على المزارع بطريقة الملش أو ضمن عبوات ومن ميزاتها سهولة تقديم الخدمات لمجموعة كبيرة من الغراس في مكان واحد
وهناك طريقة تتطلب آلة خاصة تشبه الزردية المستعملة في التمديدات الكهربائية تحدث مقطعا خاصا متناظرا في كل من الأصل والقلم ثم يجمعا بالربط العادي المستعمل مع بقية أنواع التطعيم الأخرى ولا تتطلب سوى مهارة في استعمال الآلة
هذه الطريقة تستعمل في المشاتل المتخصصة ومع أنواع لا يتجاوز قطر المطاعيم فيها السنتمترا واحدا وغالبا مع الزهور والورود
تطعيم الخلفات
بعض البستانيين يجرون تطعيما لفسيلة صغيرة موجودة أصلا في مكانها وغالبا هي خلفة لشجرة أم موجودة في البستان وغابا هي طعم على اصل مختلف وطبيعي ان خلفته ستكون من الأصل ويجري هذا النوع من التطعيم في آواخر فصل الشتاء بين شهري كانون ثاني / جنيوري وشباط / فبراير ثم يتم نقلها بعد نجاح الطعم في العام التالي إلى موقعها الدائم ويتم النقل في أواخر فصل الخريف أثناء استعداد النبات للبيات الشتوي كما يمكن نقلها إلى الموقع الدائم في آواخر فصل الشتاء وأثناء استعداد النبات للخروج من البيات الشتوي ودخول فترة النشاط الربيعي للنبات وهو التوقيت الأسلم وخاصة للمناطق التي يحدث فيها أنواعا من الصقيع أو التجمد
ويراعى في هذه الطريقة موافقة قطر القلم مع الأصل ما أمكن والانتباه إلى مطابقة جهة من القلم على أقله بشكل تام مع الأصل ثم تلف بشريط لاصق ويطلى بالزفت أو الماستيك كباقي المطاعيم مع تقديم الخدمات الضرورية وهي طريق إن سلم الطعم أسرع من غرسه في المشتل ثم نقله
كما يجب تغطية الحفرة دائما بنبات اخضر للمحافظة على الرطوبة حتى يتم النمو
خطوات عملية التطعيم الإنكليزية
أولا تجهيز القلم والأصل بنفس طريقة تجهيز القلم القلفي ثم يشق بالموس من منطقتين متناظرتين شقا بطول نصف الشطفة للقلم
ثم نضغط بين الإبهام والسبابة على الطعم بعد تركيبه حتى تذهب الفراغات تماما وتنطبق قشرتا الطعم والقلم بشكل تام ما أمكن
نحاول أن نجعل الانطباق من جهة واحدة على الأقل إذ لا يمكن الحصول على قلم يطابق الأصل بشكل تام
ونتابع اللف بقوة بالتوال أو خيط الرافيا وهنا يتفوق التوال البلاستيكي على الرافيا
هذا النوع من التطعيم جيد ويلبي حاجات المشاتل ولا يتطلب دقة شديدة حيث ان النجاح ينحصر في الضغط على القلمين للالتصاق والقطع يجب أن يكون مستويا أما بالنسبة لباقي الأشياء فهي وقاية لا أكثر يظهر في الصورة طعما وقد نجح ونما خلال شهرا من تطعيمه وبدون زفت أو ماستيك
ويمكن تعديل هذه الطريقة قليلا في حال كان الأصل أكبر قطرا بكثير من القلم ومطرون لإجراء التطعيم وتتم بهذا الشكل
فيصبح طعما يجمع النوع الشقي والنوع الإنكليزي
وهذه طريقة لتطعيم الأزهار أو الورود والخضروات
يمكن تنفيذ هذا النوع مع الخضروات أو الزهور ولا يحتاج إلى زفت أو ماستيك بل مجرد شد بشكل لا يفسد الاصل ويضمن الالتصاق أو بهذه الطريقة التي تتطلب دقة أكثر
تطعيم الأنواع الغير قابلة للإكثار
وهذه طريقة التطعيم لأصناف لا يتوفر لها أصل يمكن إكثاره بالتجذير كالكاملية مع الريددندرين أو أنواع من الصنوبريات حيث يزرع الأصل المراد التطعيم عليه ثم يعرض لمدة شهرين لدرجات حرارة منخفضة ينقل بعدها إلى جو الدفيئة مباشرة ويترك عدة أيام بحيث يكون الجذر بدأ نشاطه بعد فترة التبريد ثم يطعم عليه بالطريقة الموضحة
ويراعى عدم ري النبات بعد إدخاله الدفيئة (الصوبا)حتى إجراء التطعيم وبهذه الطريقة يجري تطعيم الكاردينيا على الأصل البلدي البري حيث صعوبة تجذير الكاردينيا وضعف جذرها لو حدث التجذير لذا نلجأ لى زراعة الكاردينيا البرية من جوزاتها وتربيتها في المشتل حتى تصير جاهزة للتطعيم عليها وهذه العملية هي التي أوجدت الكاردينيا ولولاها لما تمتعنا بذاك العبق الرائع لأريجها حيث ان الكاردينيا هجين وغير قابلة للإكثار كالبرتقال أبو صرة لافي البذور حيث انها غير مثمرة ولا بالجذور حيث انها اصل ضعيف بناء الجذور. ولمن يرغب في وجود شجيرة كاردينيا برية لديه أن يحضر نبتة من المشتل ويقص المجموع الخضري من حدود الطعم وتركها تنمو من الجزء البري وهي نبتة قليلة الإزهار وبطيئة النمو لكنها تعوض ذلك ببقاء أزهارها فترة أطول عكس الهجينة التي لا تدوم سوى يوم واحد على الأغلب ومن الشجيرة البرية يمكن الحصول على مايشبه حبات الجوز تزرع فينبت منه الكاردينيا ثانية
التطعيم بواسطة القلم والشق
طعم بالشق ناجح
لا يزال في هذه المرحلة أحد القلمين فالأصل بحاجة إلى مجموع خضري ومن ناحية أخرى فلم نضمن بعد السلامة وفقد يتعرض أحد القلمين للكسر
وهناك نوع من التطعيم العلاجي يستعمل مع الأشجار المثمرة حين تعرضها لتلف نسيج القشرة بسبب أمراض كالقرحة. Perennial canker
مما ينتج قطع الطريق أمام النسغ الكامل وحتما سيؤدي إلى موت النبات ولإنقاذه نجري هذا النوع من التطعيم الذي يسمى قنطري أو جسري
حيث ننظف المكان أولا وبشكل تام يعالج حتى يذهب المرض إن كان ناتجا عن مرض وعادة تستعمل عجينة بوردو المكونة من أوكسي كلورور النحاس (جنزارة) والكلس ثم نصل بأقلام من نفس الشجرة أو واحدة من جنسها ونوعها لتسهيل القبول بسرعة إن كانت هي ضعيفة ويشكل كالواضح في الصورة والمسامير هنا مهمة أيضا حيث يعتمد الالتصاق عليها ولايوضع الزفت أو الماستيك هنا أيضا ويمكن تغليف المنطقة بشكل غير ملاصق لها أو تظليلها وهو الأفضل وهذه العملية لا تحتاج وقتا بل يبدأ جريان النسغ من أول يوم يوضع فيه الجسر كما يجب عدم السماح لبراعم القلم بالنمو وفي أقل من سنتين تعود الشجرة كما كانت سليمة معافاة ويمكن إجراؤها بإحدى الطريقتين فنختار الأنسب حيث سيتحكم بنا مستوى الضرر الواقع
وهذه طريقة تستعمل مع الجذوع الضخمة المتضررة
حيث يغرس بجانب الشجرة الأم عدة غرسات من جنسها ونوعها ويفضل أن تكون من الأنواع المزروعة ضمن مستوعبات حتى تباشر فورا عملها
ومن أنواع التطعيم الهامة جدا هو التطعيم القشري بالعين النائمة وتتم في غالب أوقات السنة ويتحكم في وقت إجرائها عوامل متعلقة بالأصل والقلم الذي سيؤخذ منه العين وتتم بشكل عام في موعدين ثابتين على الأقل
الموعد الأول ابتداء من نيسان /أبريل في الجبال وآذار / مارس في المناطق الساحلية الدافئة وفي الأغوار يمكن أن تتم قبل ذلك بقليل وتنتهي مع نهاية الربيع وآوائل الصيف مع أنه يمكن إجراؤها بعد ذلك في المناطق المروية لكن يفضل التوقف مع بداية تموز /يوليو وذلك لأن الطعم بعد تموز لن يكون امامه متسع للنمو
الموعد الثاني ويسمى بياتي (من البيات أي السبات) ويجرى غالبا في الخريف حيث تتم إجراءات التطعيم كاملة ولا تنمو فيه البراعم بل تبقى إلى الربيع التالي حيث تبدأ مع بداية آذار /مارس.